# Ommatius spinosus
Ommatius spinosus là một loài ruồi trong họ Asilidae. Ommatius spinosus được Scarbrough miêu tả năm 1993. Loài này phân bố ở vùng Tân nhiệt đới.